# 멜레루드시

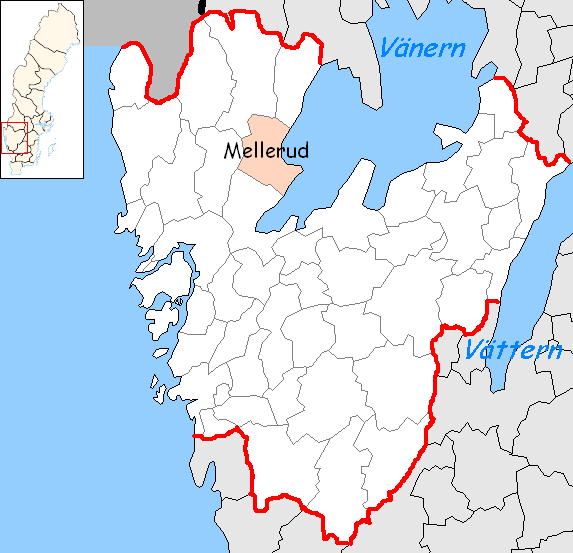
멜레루드 시의 위치

멜레루드시(스웨덴어: Melleruds kommun)는 스웨덴 베스트라예탈란드주에 위치한 지방 자치체로 행정 중심지는 멜레루드이며 면적은 944.46km2, 인구는 9,323명(2016년 12월 31일 기준), 인구 밀도는 9.9명/km2이다.

시 문장